# 386 Dywizja Piechoty (III Rzesza)
386 Dywizja Piechoty (niem. 386. Infanterie-Division) – niemiecka dywizja z czasów II wojny światowej, sformowana w rejonie Warszawy na mocy rozkazu z 1 kwietnia 1940 roku, w 9. fali mobilizacyjnej przez IX Okręg Wojskowy.
Dywizja pełniła służbę okupacyjną w rejonie Warszawy. Po zakończeniu kampanii na zachodzie, rozwiązana rozkazem z dnia 13 sierpnia 1940 roku.
Drugą dywizję o tym numerze sformowano 25 listopada 1942 we Frankfurcie nad Odrą, była to jednostka zmotoryzowana (niem. 386. Infanterie-Division (mot)). 1 marca 1943 r. została przyłączona do 3 Dywizji Grenadierów Pancernych, która zastąpiła utraconą pod Stalingradem 3 Dywizję Piechoty.

## Struktura organizacyjna
- w kwietniu 1940 roku:

656., 657. i 658. pułk piechoty, 386. bateria artylerii, 386. szwadron rozpoznawczy, 386. kompania łączności; 
- w styczniu 1943 roku:

386. rezerwowy batalion pancerny, 149. i 153. pułk zmotoryzowany, 153. pułk artylerii, 386. batalion motocyklowy, 386. batalion inżynieryjny, 386. batalion łączności, 386. dywizyjne oddziały zaopatrzeniowe.

## Dowódcy dywizji
- Generalmajor von Plotno 1 IV 1940 – 13 VIII 1940;
- Generalmajor Kurt Jesser 25 XI 1942 - 1 III 1943